# دویچه تلکوم

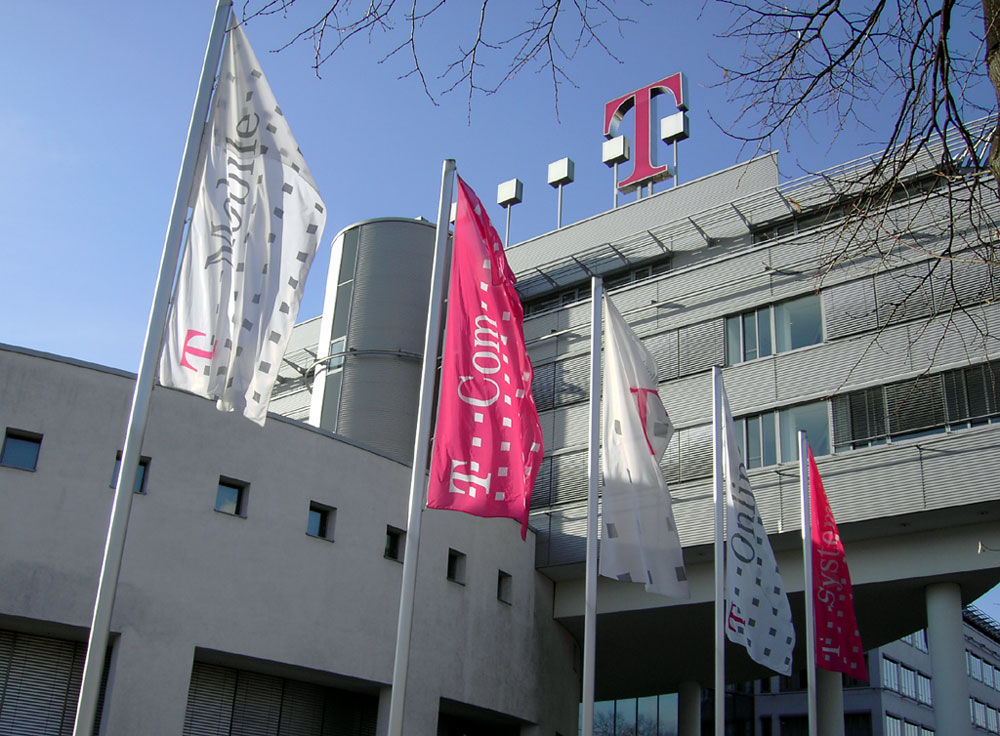
تصویردویچه تلکوم

دویچه تلکوم (به آلمانی: Deutsche Telekom AG) شرکت مخابرات آلمانی است که مرکز آن در بن قرار دارد. این شرکت بزرگ‌ترین شرکت مخابراتی در آلمان و اروپا است.دویچه تلکوم در سال ۱۹۹۵ و زمانی که Deutsche Bundespost در آن زمان یک انحصار تحت مالکیت دولتی) خصوصی شد، تشکیل شد. از آن زمان، دویچه تلکوم با آخرین رتبه خوددر رتبه ۶۲ (در سال ۲۰۲۲) در بین ۵۰۰ شرکت از نظر  فرچون که مجله معتبر تجاری آمریکایی است قرار گرفت. این شرکت چندین شرکت تابعه را در سراسر جهان اداره می‌کند، از جمله برند ارتباطات سیار تی‌موبایل.